# Parco nazionale Arcipelago Haparanda
Il parco nazionale Arcipelago Haparanda è un parco nazionale della Svezia, nella contea di Norrbotten, nella municipalità di Haparanda. È stato istituito nel 1995 e occupa una superficie di 6.000 ha.

## Territorio
Il parco nazionale si trova nella parte nord del Golfo di Botnia ed è composto di isole dalle spiagge sabbiose e selvagge e da una estesa zona dunale.